# Салангана мінданайська
Саланга́на мінданайська (Aerodramus mearnsi) — вид серпокрильцеподібних птахів родини серпокрильцевих (Apodidae). Ендемік Філіппін.

## Опис
Довжина птаха становить 10-12 см. Верхня частина тіла рівномірно темно-коричнева, нижня частина тіла дещо світліша. Хвіст вирізаний. Дзьоб невеликий, дещо вигнутий. Загалом мінданайські салангани є схожими на сірих саланган, однак окрім більших розмірів, мінданайські салангани вирізняються також опереними лапами, меншим розрізом на хвості, білими кінчиками пер на надхвісті, а також меншим і більш вигнутим дзьобом.
В польоті птахи видають серії з 10-20 голосових сигналів, а також трискладові голосові сигнали, які звучать як «wi-ch-chew».

## Поширення і екологія
Мінданайські салангани мешкають на островах Лусон, Міндоро, Палаван, Панай, Негрос, Себу, Бохоль, Каміґуїн і Мінданао. Вони живуть переважно в рівнинних і гірських тропічних лісах, на висоті від 700 до 1600 м над рівнем моря. Гніздяться в печерах. Живляться комахами, яких ловлять в польоті.